# Нумерий Фабий Амбуст
Нумерий Фабий Амбуст (лат. Numerius Fabius Ambustus; V—IV века до н. э.) — римский политический деятель из патрицианского рода Фабиев, военный трибун с консульской властью 406 и 390 годов до н. э. Античные авторы называют его одним из виновников разграбления Рима галлами в 390 году до н. э.

## Происхождение
Нумерий Фабий принадлежал к одному из самых знатных и влиятельных патрицианских родов Рима. Поздние источники возводили родословную Фабиев к сыну Геракла и италийской нимфы, утверждая также, что вначале этот род назывался Фодии (от латинского fodere — рыть), поскольку его представители с помощью ям ловили диких зверей. Антиковед Т. П. Уайзмен назвал это объяснение «достаточно необычным, чтобы быть правдой».
Нумерий Фабий был одним из трёх сыновей Марка Фабия Вибулана, консула 442 года до н. э., и внуком единственного из Фабиев, уцелевшего после катастрофы при Кремере в 477 году до н. э. — Квинта Фабия Вибулана. Братья Нумерия Кезон и Квинт тоже в разные годы неоднократно избирались военными трибунами.

## Биография
В 406 году до н. э. Нумерий Фабий был одним из четырёх военных трибунов с консульской властью. По решению сената трибуны внесли в народное собрание предложение об объявлении войны Вейям, так как в этом городе были оскорблены римские послы, но плебеи это предложение отвергли. В дальнейшем трибуны воевали с вольсками. Фабий действовал на направлении главного удара: он осадил Анксур. Когда участь города уже была решена, Фабий подождал своих коллег Публия Корнелия Рутила Косса и Луция Валерия Потита, чтобы дать всем трём армиям возможность пограбить Анксур. Захваченная богатая добыча досталась легионерам, которые к тому же впервые в истории Рима получили за этот год жалованье. Это существенно улучшило отношения между плебеями и патрициями, в частности, позволив сенату всё-таки начать войну с Вейями.
В 398 году Нумерий Фабий был послом в дельфийский храм. В 391 году, когда галлы вторглись в Италию, сенат отправил к ним именно Нумерия и его братьев с требованием не нападать на друзей и союзников Рима. Согласно Титу Ливию, сами послы оказались «буйными и похожими скорее на галлов, чем на римлян», и это повлияло на исход дела. Сначала послы вспылили в ходе переговоров, а затем приняли участие в военных действиях на стороне этрусков. В этой ситуации галлы потребовали от сената выдать им трёх Фабиев как нарушителей «права народов». Сенат признал требование справедливым, но передал дело на рассмотрение народного собрания, и в конце концов благодаря «лицеприятию и подкупу» Фабии не только не были выданы, но даже стали военными трибунами следующего года (390 до н. э.). Такой исход дела, согласно античным источникам, и стал поводом для взятия Рима галлами.
Трибуны (кроме Фабиев, это были Квинт Сервилий Фиденат, Квинт Сульпиций Лонг и Сервий Корнелий Малугинский) выступили навстречу врагу, но накануне сражения при Аллии не построили лагерь, а в бою не смогли оказать организованное сопротивление галлам.
Сыном Нумерия Фабия был Марк Фабий Амбуст, трижды консул.